# Juan Carlos Ardenti
Juan Carlos Ardenti (n. 19 de febrero de 1974, Maracaibo) es un artista visual venezolano que actualmente radica en los Estados Unidos. Ardenti se desarrolla a través de la pintura y el retrato, con un estilo postimpresionista, y ha expuesto su carrera artística en diversas exposiciones nacionales como internacionales adquiriendo especial notoriedad por trabajos como Virgen Dudosa , ganador de un premio en la ciudad de Barcelona, o Desarraigo, inspirado en la migración venezolana.

## Biografía
Juan Carlos Ardenti nació el 19 de febrero de 1974 en la ciudad de Maracaibo, pero buena parte de su adolescencia temprana la vivió en un entorno rural alejado de los circuitos de arte formal. A los 9 años su madre le regaló un libro de dibujos y retratos de Vincent Van Gogh y desde entonces los retratos y el color han sido protagonistas en su obra. A los 16 años su familia se mudó nuevamente a la ciudad de Maracaibo donde egresó en Diseño y Arte.
Hasta 2017 trabajó como profesor en la escuela de artes y oficios Julio Arraga de Maracaibo hasta que por razones políticas debió abandonar su país y establecerse en la ciudad de Houston, Estados Unidos.

## Su Obra
Realiza obras de gran tamaño con una predilección por la pintura del retrato donde utiliza una técnica de desgaste y arrastrado de la pintura con trazos gruesos y pinceladas gestuales aplicadas enérgicamente sobre la tela o la madera, utilizando amplias paletas cromáticas con intensos contrastes de color.[cita requerida]
Ha recibido varios premios a lo largo de su carrera como el Premio a la Excelencia 2019 otorgado por la organización Conception Art en Nueva York, Estados Unidos.